# Costa Miranda
Joaquim Inácio da Costa Miranda Júnior ou apenas Costa Miranda (Pernambuco, 1818 — Rio de Janeiro após 1878) foi um pintor, desenhista e professor brasileiro. 

## Biografia
Foi um dos primeiros alunos de Debret e Grandjean de Montigny na Academia Imperial de Belas Artes. Na mesma academia, terminados os estudos, tornou-se, por concurso, professor substituto de Desenho. Em 1835 foi transferido para a cadeira de Pintura Histórica e, em 1839, para a de Paisagem. Em 1848 Joaquim Inácio da Costa Miranda Júnior foi nomeado catedrático de Desenho na vaga de Manuel Joaquim de Melo Corte Real. Onze anos depois seria jubilado.

### No Liceu de Artes e Ofícios
Deixando a Academia, em 1870 foi convidado para ministrar aulas no Liceu de Artes e Ofícios, onde lecionou por oito anos a disciplina Desenho de Figura. O Liceu tinha um corpo docente composto de competentes professores e conhecidos e respeitados cidadãos que viviam na Corte. Ali estavam Agostinho José da Mota, Vitor Meireles, Castagneto, Luigi Stallone, Ângelo Agostini, François-René Moreaux, Manuel Antônio de Almeida e Carlos de Laet. 
Portanto, em muito boa companhia encontrava-se o discípulo de Debret. Costa Miranda era considerado um bom professor. Teve muitos alunos que se tornaram famosos, destacando-se entre todos, pela qualidade da obra que deixou, o baiano Rodolfo Amoedo.
Desligando-se do Liceu por aposentadoria, recebeu da diretoria daquela instituição um ofício, datado de 1878, em que se lhe reconhecia os méritos e se lhe agradecia pelos bons serviços prestados.

### Participação nas Exposições Gerais e obras
Participou das Exposições Gerais de Belas Artes dos anos de 1841 e 1850 expondo retratos.
São raras as suas obras, o que pode sugerir que tenha produzido pouco. Sabe-se que desenhou a Princesa Isabel, usando a técnica do bico-de-pena. O trabalho, tanto pode ter permanecido no acervo da Família Real ou no Museu Imperial, quanto leiloado com outros bens pertencentes ao Imperador ou a seus familiares. 
Após 1878 não se tem mais notícias de Costa Miranda. A partir de então, não há dados sobre sua vida, onde morou, até quando viveu e onde foi enterrado. Presumem os seus biógrafos que faleceu no Rio de Janeiro pouco tempo após ter deixando a docência.